# Première conférence ministérielle de l'Organisation mondiale du commerce
La première conférence ministérielle de l'OMC a eu lieu entre le 9 et le 13 décembre 1996 dans le complexe de la Suntec City à Singapour,. Ces sujets traités lors de cette conférence sont la baisse des droits de douane sur les produits des technologies de l'information (ordinateurs par exemple), l'ouverture des marchés de services financiers comme les banques et assurances et l'ouverture des marchés nationaux des télécommunications. 

## Contenu
La conférence n'avait pas vocation à lancer un nouveau cycle général de négociation au sein de l'OMC, mais plutôt d'aborder certains points pour permettre son lancement dans le futur. Lors de cette première rencontre, il est décidé de créer trois nouveaux groupes de travail. Un sur le commerce et l'investissement, un sur l'interaction du commerce et de la politique de la concurrence et un sur la transparence des marchés publics. Ces sujets sont généralement désignés sous le nom de « questions de Singapour ». L'Accord sur les technologies de l'information a ainsi été négocié durant cette conférence,. 
La conférence a également porté de manière annexe sur le droit du travail et sur le commerce de biens agricoles et de produits textiles, ainsi qu'une action en faveur des pays les moins avancés (PMA) et un lien de coopération avec le Fonds monétaire international (FMI). Cependant les pays en développement se sont opposés au fait que la question du droit du travail et de l'environnement soient des questions centrales de la conférence, de par les normes plus exigeantes sur ces questions des pays développés, souhaitant que la question du droit du travail ne soit traitée que dans l'Organisation internationale du travail (OIT).

## Gestion de la conférence
Des ONG opposées à l'OMC et aux politiques de libre-échange ont été présentes à Singapour durant cette conférence, sans heurts notables à la différence de conférences suivantes, de par un dispositif de sécurité et un accès facilité aux informations de la conférence pour les ONG.
À la suite de l'arrestation en 1994 d'un ressortissant américain, Michael Fay, en même temps qu'une cinquantaine d'autres accusés, pour du vandalisme sur la voie publique, celui-ci a été condamné à subir des coups de canne. Pour protester contre les sévices corporels contre un citoyen américain, les États-Unis se sont opposés à la tenue de la conférence à Singapour, sans succès.